# Château-d'Olonne

Château-d'Olonne este o comună în departamentul Vendée, Franța. În 2009 avea o populație de 13,221 de locuitori.